# 黑海艦隊
黑海舰队（羅馬化：Chernomorskiy flot）是俄羅斯帝國海軍、蘇聯海軍、俄罗斯海军的一支海军舰队，苏联时叫红旗黑海舰队（Краснознаменный Черноморский флот）。这支舰队的行动范围是黑海和地中海，它在黑海和亞速海有数个基地，其主基地是位于克里米亚的塞瓦斯托波尔海军基地。
黑海艦隊的歷史可上溯至1783年5月13日，格里戈里·亚历山德罗维奇·波将金下令建立黑海艦隊。1918年，俄罗斯苏维埃联邦社会主义共和国成立後繼承了本艦隊，並在1922年苏联成立後合併進蘇聯海軍。1991年苏联解体後，艦隊由乌克兰及俄罗斯聯邦瓜分，當中俄罗斯獲得大部分艦隻。
黑海艦隊的總部在克里米亞的塞瓦斯托波尔海军基地，其他基地分佈在克拉斯诺达尔边疆区、罗斯托夫州、克里米亚等。1954年蘇聯把克里米亚劃歸烏克蘭蘇維埃社會主義共和國。1992年苏联解体后，俄罗斯被允許继续使用这个港口作为其军事基地，在过去十数年中导致多次外交冲突。按条约俄罗斯将于2017年撤出塞瓦斯托波爾，於2010年簽約再度延長25年。每年俄罗斯向乌克兰繳纳一亿美元作为其基地的租金。2014年克里米亚归属公投后，克里米亚共和国逕自宣布和塞瓦斯托波尔一起从乌克兰独立；塞瓦斯托波尔以联邦直辖市身份加入俄罗斯联邦（不被國際承認），并被编入克里米亚联邦管区，黑海艦隊繼續控制當地。由於俄羅斯控制該區，因此中止向烏克蘭繳付租金。
在俄羅斯入侵烏克蘭期間，黑海艦隊蒙受乌克兰武装部队多番打擊，最著名的就是莫斯科號沉沒事件，且土耳其根據蒙特勒海峽制度公約在戰爭期間限制船艦經由土耳其的海峽進出黑海，阻止俄羅斯從其他艦隊調派戰艦，增援黑海艦隊。使到黑海艦隊截止2023年8月7日，僅剩18艘主力艦艇，分別是2艘風暴海燕護衛艦，3艘格裡戈洛維奇巡防艦，7艘基洛級潛艇，2艘短吻鱷級登陸艦和4艘蟾蜍級登陸艦。英国初级国防部长詹姆斯·希佩在2023年华沙安全论坛上说：“乌克兰已经功能性击败了俄罗斯黑海舰队。”2024年，烏軍聲稱擊毀了正在修復的「頓河畔羅斯托夫號」潛艇。

## 历史
黑海舰队经历过3次全军覆灭。

### 俄罗斯帝国時期

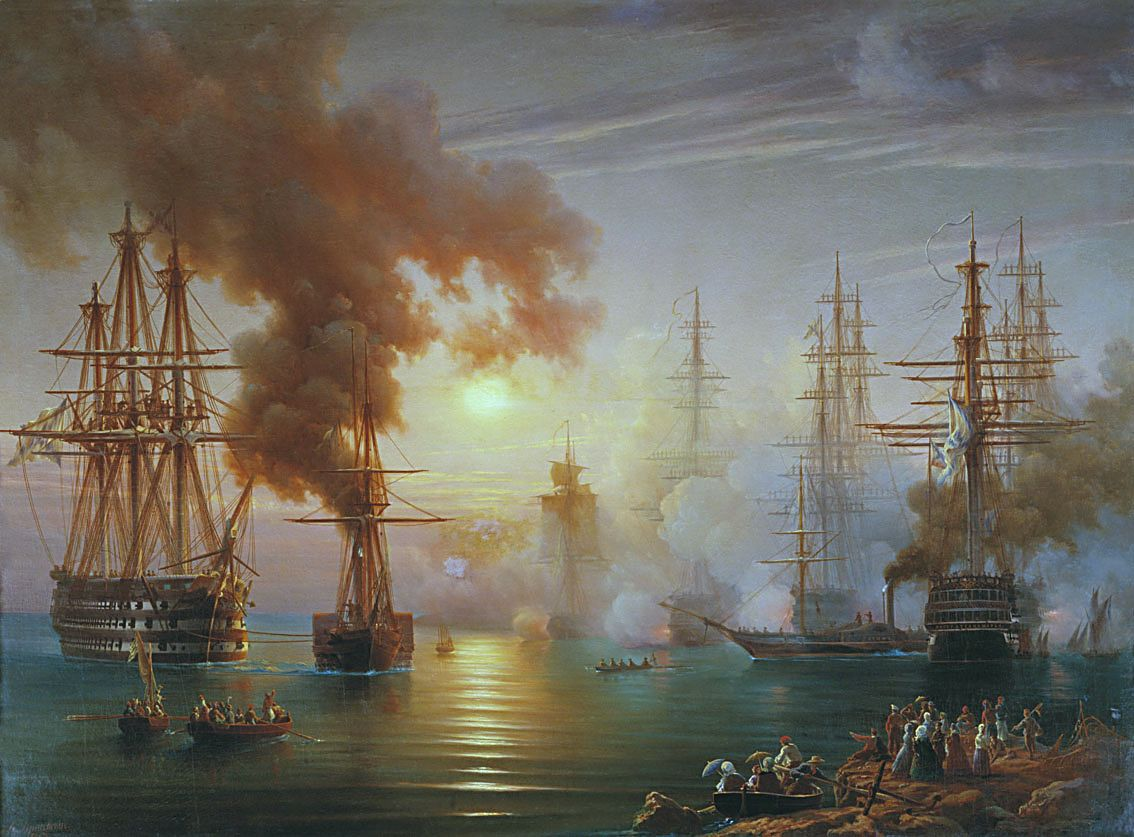
1853年锡诺普之戰

1695年至1696年彼得大帝第三次远征亚速中，在1695年俄羅斯建立的亚速海舰队协助陆军部队经过50天作战，于1696年7月19日（儒略曆）俄軍攻克了亚速要塞。1696年10月20日（儒略曆）沙俄海军正式成立，1698年在塔甘罗格为亚速海舰队建立了海军基地。1710年至1711年对奥斯曼战争进军普鲁特河失败，俄被迫在1711年签订了普鲁特和约，放弃了先前所占领的南方领土，割让亚速省并承担拆除在南方所有要塞的义务，这支黑海舰队结束存在。
1735年至1738年第四次俄土戰爭中，俄羅斯组建了顿河与第聂伯河区舰队，实力大约有大小船只1100余艘，先后攻占亚速和奥恰科夫，由于陆军的失利，被迫签署贝尔格莱德条约，俄国保有亚速但不在该地和黑海保持军舰，这支舰队结束存在。
1773年春，俄羅斯以亚速海区舰队为基础组建了黑海分舰队。 1774年第五次俄土戰爭结束後使俄罗斯得到了金本小堡、亚速、塔甘罗格和刻赤，以及获得了对克里木的保护权，获得了组建可自由进入黑海的舰队的权利。 
随后几年，俄国又并吞了克里米亚，1783年4月8日（儒略曆），沙皇叶卡捷琳娜大帝宣布“克里米亚半岛、塔曼半岛以及库班已全部纳入大俄罗斯帝国版图之内”，下令建立黑海舰队。为了加快黑海舰队的建立，1778年在距离第聂伯河河口30公里处开辟了俄国南方第一个造船基地－赫尔松。1779年5月，开始动工建造装备66门炮的“叶卡特琳纳光荣”号战列舰，该舰于1783年9月下水。1783年5月2日（儒略曆）黑海舰队正式成立，6月3日（儒略曆）在阿赫季阿尔湾建立新的港口城市塞瓦斯托波尔。
1787年至1791年第六次俄土戰爭中，黑海舰队取得了第聂伯河河口海战、坚德拉海战的胜利。1789年7月俄羅斯在黑海的第二个造船基地尼古拉耶夫开始奠基。1789年9月14日（儒略曆）俄羅斯开始建设敖德萨。 根据雅西和约，从德涅斯特河至新罗西斯克的黑海沿岸划归俄羅斯。 
1827年10月8日（儒略曆）纳瓦里诺海战中， 俄羅斯黑海艦隊战列舰“亚速”号在舰长拉扎列夫海军上校指挥下，战果卓越，使得尼古拉沙皇下令黑海舰队必须永远保有一艘叫做“亚速纪念”号的军舰，同时该舰在俄羅斯海军史上首次获得最高战斗奖励－乔治舰尾旗。
1855年克里米亞战争中， 经过11个月的激战，塞瓦斯托波尔最终以俄军损失10.2万人失败告终，黑海舰队损失战列舰14艘、三桅炮舰4艘、巡洋舰5艘、汽船5艘及其他船只82艘。 俄军还在亚速海损失军舰14艘，商船50艘。1856年3月18日签订巴黎和约：禁止俄羅斯在波罗的海的奥兰群岛设防，将摩尔达维亚南部划归土耳其，放弃对多瑙河各国保护，所有国家军舰都不得进入黑海，俄羅斯只能在黑海拥有10艘小艇，丧失在黑海部署舰队的权利。
在1871年在伦敦召开的会议上，禁止俄羅斯设立黑海舰队的限制被取消。
十月革命后黑海舰队持布尔什维克的红旗。1918年3月至4月底，德军队占领敖德萨、尼古拉耶夫、赫尔松、彼列科普及克里木半岛等黑海沿岸。4月29至4月30日，一批舰船冲出塞瓦斯托波尔驶往新罗西斯克。6月11日，德军要求新罗西斯克的舰船必须返回塞瓦斯托波尔，否则将进攻新罗西斯克。列宁与最高苏维埃于1918年6月18日下令舰队自沉。战列舰1艘、驱逐舰9艘在新罗西斯克、驱逐舰3艘在图阿普谢自沉；返回塞瓦斯托波尔的舰船均被德军缴获。
俄國內戰中，法国损失4艘，意大利触雷损失1艘驱逐舰，英国触雷损失1艘驱逐舰。白军在1920年损失舰船8艘。红海军共损失舰船416艘，其中战斗舰艇174艘，包括：
- 战列舰/装甲舰10艘：
  - 自沉1艘
    - 叶卡捷琳娜大帝号战列舰（英语：Russian battleship Imperatritsa Ekaterina Velikaya）

  - 被德英法俘获9艘：
    - 亚历山大三世号战列舰（英语：Russian battleship Imperator Aleksandr III）
    - 乔治－潘东尼斯号战列舰（英语：Russian battleship Georgii Pobedonosets）
    - “12圣徒”号战列舰（英语：Russian battleship Dvenadsat Apostolov）
    - “三圣徒”号战列舰（英语：Russian battleship Tri Sviatitelia）
    - “罗斯季斯拉夫”号战列舰
    - 波将金号战列舰（“潘特莱蒙”号）
    - “圣叶夫斯塔菲”号战列舰（英语：Russian battleship Evstafi）
    - “伊凡－玆拉托乌斯特”号战列舰（英语：Russian battleship Ioann Zlatoust）
- 被德英法俘获巡洋舰5艘
  - “金钢石”号巡洋舰（英语：Russian cruiser Almaz）
  - “阿斯克德”号巡洋舰（英语：Russian cruiser Askold）
  - “奥恰科夫”号巡洋舰（俄语：Очаков (бронепалубный крейсер)）
  - “普鲁特河”号巡洋舰（英语：Russian cruiser Prut）
  - “水星纪念”号巡洋舰（英语：Soviet cruiser Komintern）
- 损失驱逐舰24艘
  - 被击沉1艘
  - 自沉13艘
  - 被俘获10艘

### 苏联時期（1922年－1991年）
俄國內戰結束後，黑海舰队重建。过去被自沉的舰只被打捞上来后修复。1922年开始，舰队已开始进行航行训练演习。由于内战的破坏，海军缺乏大量专业人员，以至于在军事演习中以及平时事故频频。
1941年苏德战争爆发时，黑海舰队拥有战列舰1艘（“巴黎公社”号）、巡洋舰6艘（“红色乌克兰”号、“赤色工会国际”号）、驱逐领舰3艘、驱逐舰13艘、护卫舰2艘、潜艇47艘、炮舰4艘、布雷舰3艘、扫雷舰15艘、装甲艇22艘、猎潜艇28艘、扫雷艇7艘、鱼雷艇84艘，飞机626架（其中戰鬥機346架、攻擊機与轟炸機138架）、岸炮连26个124门、高炮50个连300门、高射机枪119挺；辅助船包括干货船74艘和油船16艘。舰队司令Ф.C.奥克佳勃里斯基海军中将。下属三个区舰队。1940年2月14日蘇聯组建敖德萨海军基地，辖岸炮营3个、巡洋舰1艘、驱逐舰1艘、布雷舰1艘，独立炮舰大队、鱼雷艇支队、水警区支队、高炮团、海军航空兵大队各一个。
在第二次世界大战中，黑海舰队主动对德国及其盟国作战，除海战外，黑海舰队的士兵也被用作陆军。战后还短期使用飞艇扫雷。1941年6月22日3时15分，德军飞机对黑海舰队的塞瓦斯托波尔、敖德萨和伊兹梅尔实施了第一次空袭，苏德战争爆发。舰队航空兵对德國盟友罗马尼亚的苏利纳、康斯坦察、普洛耶什蒂炼油中心报复空袭。1941年6月25日早晨5时，“莫斯科”号驱逐领舰参与对康斯坦察炮击时，被德军280毫米铁道炮击伤并触雷沉没，舰长图霍夫海军大尉在内的70名军官水兵被俘。
1941年8月18日，德军占领尼古拉耶夫，缴获了马蒂造船厂船坞建造中的苏联级战列舰二号舰“苏维埃乌克兰”号、巡洋舰1艘、驱逐舰4艘、其他舰艇4艘、巡洋舰“奥尔忠尼启则”和“斯维尔德洛夫”则部分炸毁。
1941年8月至10月16日的敖德萨保卫战中，蘇聯出戰的海军舰艇包括巡洋舰3艘，辅助巡洋舰2艘，驱逐领舰2艘，驱逐舰9艘，炮舰4艘等。发射舰炮11082发，岸炮13500发。被敌军航空兵炸沉12艘舰船，其中被飞机布设的水雷炸沉2艘。
1941年8月，蘇聯在格鲁吉亚组建波季海军基地，编2个潜艇大队、1个护卫艇大队（23艘）、扫雷舰2艘、岸炮连4个、高炮连6个。新罗西斯克海军基地有1个护卫舰大队（4艘）、1个扫雷舰大队（21艘）、2个鱼雷艇大队（21艘）、3个护卫艇大队（33艘）、1个潜艇训练大队（7艘）、岸炮连11个、高炮连8个。
1941年9－10月克里米亞半岛北部防御作战中，9月24日德第11集团军开始向彼列科普地峡展开进攻，10月20日突破苏军在伊顺的防御，向萨基和巴赫奇萨赖快速推进，力图切断苏军向塞瓦斯托波尔和阿卢什塔退却的道路。黑海舰队航空兵出动飞机4752架次，投弹1.2万枚。
第二次世界大战后，黑海舰队被扩建为一支现代化的战略舰队。除黑海外，其行动范围还扩展到地中海。1965年5月7日，为纪念对法西斯主义的胜利，黑海舰队被授予红旗勋章。但由於1952年土耳其加入北大西洋公约组织后，在土耳其境內，連貫地中海與黑海的博斯普鲁斯海峡受西方控制，由此黑海舰队的战略价值也降低。同时苏联其它舰队获得核武备，也比黑海舰队擁有更大的战略价值。

### 俄罗斯联邦时期（1991年－ 至今）
苏联解体后，整个苏联的舰队被分割给格鲁吉亚、乌克兰和俄罗斯。其重要性几乎完全消失：对于俄罗斯来说，黑海舰队拥有非常重要的历史和政治价值，但是苏联解体后其军事价值大降。由于经济和财政紧张，乌克兰无法保持其舰队，俄罗斯也很难保障其舰队的作战能力。即使俄罗斯和乌克兰达成协议，黑海舰队多年处于地位不明的状况，俄罗斯每年向乌克兰支付9,700万美元作为停泊费。
1992年后由于高加索地区的地区性冲突（尤其在格鲁吉亚），以及这个地区作为一个原油运输必经之地，黑海舰队获得了新的任务。黑海舰队的海军航空兵、陆战队和运输船车臣战争中支持性地或直接介入战事。
黑海舰队有一支非常著名的合唱团，这支合唱团在塞凡堡有一个自己的剧院，它同时也在世界各地进行非常成功的巡回演出。
在2005年－2006年俄罗斯和乌克兰天然气争议中乌克兰曾经考虑提高黑海舰队租金。 
時任俄罗斯总统梅德韦杰夫和乌克兰总统亚努科维奇于2010年4月21日在乌东部城市哈尔科夫举行会谈，双方在天然气价格和黑海舰队驻扎等一系列问题上达成重要协议。根据两国总统在会谈后签署的协议，俄罗斯同意在原合同价格基础上降价约30%向乌克兰出售天然气，而乌克兰同意把俄罗斯黑海舰队在乌境内驻扎的期限延长25年，并且在该期限届满后双方有权选择是否再延长5年，即2047年。
2014年俄羅斯控制克里米亞後，黑海艦隊繼續控制當地。不過由於俄羅斯已控制該區，因此中止向烏克蘭繳付租金。

#### 俄羅斯入侵烏克蘭
2022年3月24日，在亞速（Azov）地區伯德揚斯克港停泊的薩拉托夫號大型登陸艦遭摧毀。
2022年4月13日，當時的黑海艦隊旗艦莫斯科號飛彈巡洋艦受到烏克蘭2枚海王星导弹擊中彈藥庫爆炸重創棄船，后因起火受损而引致莫斯科號巡洋艦沉沒，俄罗斯方面称起火原因不明，但引爆了船上的弹药。据国家通讯社报道，俄罗斯国防部发布公告称，这艘船在被拖到港口的过程中，因结构损坏而在暴风雨中沉没 。但新闻图片及当地气象报告均说明当时风平浪靜，风力为五级。
2022年10月29日，乌克兰以多架无人机和无人自杀快艇袭击了驻守于俄占塞瓦斯托波尔的黑海舰队船只。
2022年11月2日，在烏克蘭於前幾日再次成功以無人機和無人水面載具襲擊了駐紮於俄佔塞瓦斯托波爾的黑海艦隊船隻後，俄普京政權向烏克蘭方面尋求不再攻擊黑海艦隊船隻的「安全保證」。此前，俄方在艦隊遇襲後揚言退出黑海穀物倡議，但烏克蘭-土耳其-聯合國方面無視了俄國的警告並於10月30日至11月2日繼續於此框架下以船隊從烏克蘭奧迪沙出口穀物。
2023年9月13日，烏克蘭以暴风影导弹、無人機及無人快艇，再次襲擊塞瓦斯托波爾港，導致隸屬此艦隊的基洛级B-237頓河畔羅斯托夫號潛艇，以及隸屬波羅的海艦隊的明斯克號大型登陸艦受損。2023年9月22日，黑海艦隊總部也在烏軍發動的捕蟹器行動中遭到擊中半毀，由於俄黑海艦隊總部建築受損嚴重，俄羅斯當局決定爆破拆除大樓
2023年年尾，由於乌克兰对克里米亚军事基础设施、后勤中心、黑海舰队指挥中心和黑海舰队舰艇的系统性攻击导致黑海舰队逐步从塞瓦斯托波尔海军基地迁移和撤出。一些船只被转移到费奥多西亚，许多船只被转移到新罗西斯克。特别是，黑海舰队已经从塞瓦斯托波尔转走了所有潜艇（3M-54发射平台）。12月25日，新切尔卡斯克号大型登陆舰被乌克兰空军击毁于费奥多西亚俄占区的港口。
2024年2月1日，烏克蘭國防部發布影像，顯示俄羅斯黑海艦隊1241型“毒蜘蛛”级导弹艇“伊萬諾維茨”號在烏克蘭國防情報總局“第十三組”的自殺式無人艇襲擊中殉爆，隨後沉没。兩星期後，同一艦隊的凯撒·库尼科夫号大型登陸艦，亦被烏軍自殺式無人艇撃沉。

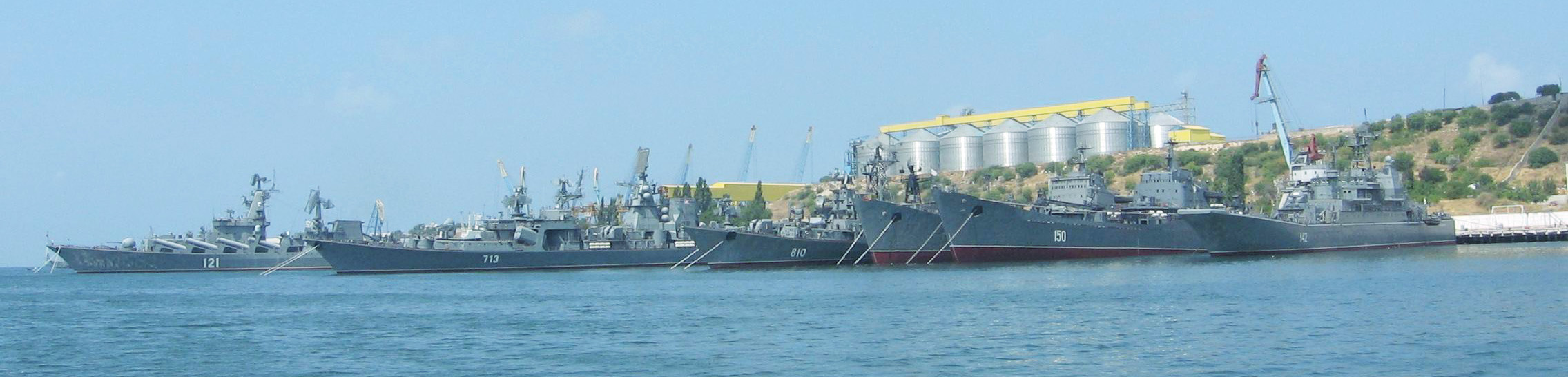
黑海艦隊軍港，位於塞瓦斯托波爾

2024年3月5日，乌克兰军事情报机构 (HUR) 宣布，国防军第13大队特种部队与乌克兰武装部队海军合作，成功在刻赤海峡附近击毁俄罗斯黑海舰队的谢尔盖·科托夫号巡逻舰。3月10日，乌克兰武装部队海军发言人德米特罗·普莱滕丘克指出，现留在克里米亚港口的军舰数量只是俄罗斯认为价值不高的船只，而自谢尔盖·科托夫号被毁后，黑海海域已没有出现俄罗斯海军舰艇。
截止2024年3月30日，在俄羅斯入侵烏克蘭的行動中，俄黑海舰队已损失三分之一战舰，包括：
- 登陸艇1艘
  - 11770型（俄语：Десантные_катера_проекта_11770）1艘[20]
- 巡邏艇2艘：
  - 猛禽级巡逻艇2艘[20]
- 打撈拖船1艘：
  - 22870型救援拖船1艘
    - 瓦西里·貝克號救援船

- 导弹快艇1艘：
  - 毒蜘蛛III型飛彈快艇1艘
    - 伊萬諾維茨號導彈快艇

- 潛艇1艘：
  - 基洛级潜艇1艘
    - B-237頓河畔羅斯托夫號潛艇

- 巡邏艦1艘：
  - 22160型巡邏艇1艘[20]
    - 謝爾蓋·科托夫號巡邏艦

- 兩棲戰艦3艘
  -     - 短吻鱷級登陸艦1艘
      - 薩拉托夫號大型登陸艦 [21]

  - 坦克登陸艦2艘：
    - 蟾蜍级大型登陆舰2艘
      - 凯撒·库尼科夫号[21]
      - 新切尔卡斯克号大型登陆舰[21]

- 巡洋舰1艘：
  - 光荣级导弹巡洋舰1艘
    - 莫斯科號飛彈巡洋艦[20]

## 战斗序列
- 黑海艦隊
  - 第30水面舰艇师：
    - 馬卡洛夫海軍上將號巡防艦，舷號：499（格里戈洛维奇海军上将级巡防舰）[a]
    - 埃森海軍上將號巡邏艦，舷號：490（格里戈洛维奇海军上将级巡防舰）

  - 海軍上將格里戈洛維奇號，舷號：494（格里戈洛维奇海军上将级巡防舰）
    - “好奇”号，舷號：868（风暴海燕级护卫舰）
    - “和谐”号，舷號：861（风暴海燕级护卫舰）
    - “水星”号，舷號：535（守护级护卫舰）

  - 第197登陆舰旅
    - 薩拉托夫號大型登陸艦，舷號：152（短吻鱷級登陸艦）[b]
    - “奥尔斯克”号，舷號：148（短吻鱷級登陸艦）
    - “亚速”号，舷號：151（蟾蜍級大型登陸艦）
    - “亚马尔”号，舷號：156（蟾蜍級大型登陸艦）
    - 新切尔卡斯克号大型登陆舰（蟾蜍級大型登陸艦）[c]
    - 凯撒·库尼科夫号（775型坦克登陆舰）[d]

  - 第4独立潜艇旅：
    - Б-871“阿尔罗萨”号，舷號：554（877V型常规动力潜艇）
    - Б-261“新罗西斯克”号，舷號：555（636.3型常规动力潜艇）
    - Б-237“顿河畔罗斯托夫”号，舷號：556（636.3型常规动力潜艇）（受损）[e]
    - Б-262“旧奥斯科尔”号，舷號：560（636.3型常规动力潜艇）
    - Б-265“克拉斯诺达尔”号，舷號：562（636.3型常规动力潜艇）
    - Б-268“大诺夫哥罗德”号，舷號：567（636.3型常规动力潜艇）
    - Б-271“科尔皮诺”号，舷號：570（636.3型常规动力潜艇）

  - 第68水域保卫舰艇旅
    - 第149反潜舰营
      - “亚历山德罗维茨”号，舷號：059（1124型小型反潜舰）
      - “穆罗姆人”号，舷號：064（1124M型小型反潜舰）
      - “苏兹达尔人”号，舷號：071（1124M型小型反潜舰）

    - 第418扫雷舰营
      - “伊万·安东诺夫”号，舷號：460（12700型扫雷舰）
      - “弗拉基米尔·叶梅利亚诺夫”号，舷號：924（12700型扫雷舰）
      - “格奥尔基·库尔巴托夫”号，舷號：464（12700型扫雷舰）
      - “伊万·戈卢贝茨”号，舷號：911（266M型扫雷舰）
      - “科夫罗夫人”号，舷號：913（266M型扫雷舰）

  - 第41导弹艇旅
    - “新罗西斯克”第166小型导弹舰营
      - “布拉风”号，舷號：615（1239型侧壁式气垫导弹舰）
      - “萨姆风”号，舷號：616（1239型侧壁式气垫导弹舰）
      - “奥列霍沃-祖耶沃”号，舷號：626（21631型小型导弹舰）
      - “上沃洛乔克”号，舷號：609（21631型小型导弹舰）
      - “印古什”号，舷號：630（21631型小型导弹舰）
      - “格赖沃龙”号，舷號：600（21631型小型导弹舰）
      - “旋风”号，舷號：633（22800型小型导弹舰）
      - “阿斯科尔德”号（22800型小型导弹舰）（受损，测试状态，未服役）

    - “苏林”第295导弹艇营
      - “Р-60”号，舷號：955（1241型小型导弹舰（英语：Tarantul-class corvette））（亞速海軍區[20]）
      - “卡马河畔切尔内”号，舷號：953（1241型小型导弹舰（英语：Tarantul-class corvette））（亞速海軍區）
      - 「伊萬諾維茨」號（1241型小型导弹舰（英语：Tarantul-class corvette））[f]

  - 第184水域保卫舰艇旅
    - 第181小型反潜舰营
      - “叶伊斯克”号，舷號：054（1124M型小型反潜舰）
      - “卡西莫夫”号，舷號：055（1124M型小型反潜舰）

    - 独立巡逻舰营
      - “瓦西里·贝科夫”号，舷號：368（22160型巡逻舰）
      - “德米特里·罗加乔夫”号，舷號：375（22160型巡逻舰）
      - “帕维尔·杰尔扎温”号，舷號：363（22160型巡逻舰）
      - 「谢尔盖·科托夫」号（22160型巡逻舰）[g]

    - 第170扫雷舰营
      - “热列兹尼亚科夫”号，舷號：901（12660型扫雷舰）
      - “瓦连京·皮库尔”号，舷號：770（266ME型扫雷舰）
      - “扎卡林海军中将”号，舷號：908（02668型扫雷舰）
      - RT-59，舷號：360（697ТB型近海扫雷舰）
      - RT-233，舷號：363（10750型近海扫雷舰）
      - D-106，舷號：653（1176型两栖登陆艇）
      - D-144，舷號：665（1176型两栖登陆艇）
      - D-199，舷號：659（1176型两栖登陆艇）

  - 第102反破坏中队
    - 21980型白嘴鸦雏级快艇3艘
    - 猛禽级巡逻艇3艘[h]

## 外部連結
- （英文） 黑海舰队官方网站 （页面存档备份，存于）